# Кабакчиев, Любомир
Любомир Петков Кабакчиев (1925—1986) — болгарский актёр театра, кино и телевидения, режиссёр, театральный деятель. Герой Социалистического Труда (НРБ) (1975). Народный артист НРБ (1970). Лауреат Димитровской премии. Общественный и политический деятель.

## Биография
Театральную карьеру начал на любительской сцене в Национальном общественном центре «Искра» в Казанлыке. В 1946—1950 годах изучал право в Софийском университете. В 1949—1953 годах продолжил учёбу в Национальной академии театрального и киноискусства.
В 1953—1986 годах — актёр Национального театра Ивана Вазова. С 1951 года снимался в кино.
В 1960—1986 гг. преподавал актёрское мастерство в Национальной академии театрального и киноискусства, ассистент (1960), доцент, профессор (1985).
Председатель Союза болгарских актёров в 1970—1986 годах.
С 1971 по 1981 год был кандидатом в члены ЦК Болгарской коммунистической партии, с 1981 по 1986 год — член ЦК Болгарской коммунистической партии. Депутат Народного собрания Болгарии (1986). Член Международного театрального института.

## Избранные театральные роли
- Дорн («Чайка», Антон Чехов)
- маркиз Поза («Дон Карлос», Ф. Шилера)
- Балтазар и Парис («Ромео и Джульетта» Шекспира)
- Кларенс («Ричард III (пьеса)|Ричард III» Шекспира)
- Протасов («Живой труп», Л. Толстого)
- Отец Йеротей («Под игом», Иван Вазов)
- Иван Карамазов («Братья Карамазовы», Ф. Достоевского)
- Сергей Голубков («Бег», Михаил Булгаков)

## Избранная фильмография
- 1951 — Утро родины / Утро над родината — Иван Бобчев
- 1952 — Наша земля / Наша земя — лейтенант Маринов
- 1956 — Димитровградцы
- 1958 — Ребро Адама — Стефанов
- 1959 — Накануне / В навечерието (СССР, Болгария) — Дмитрий Никанорович Инсаров
- 1961 — Крутая тропинка / Стръмната пътека — Дамян
- 1964 — Тринадцать дней / Тринадесет дни — майор Есев
- 1967 — В погоне за дьяволом / С пагоните на дявола (ТВ-сериал) — Фридрих Бёле, майор СС / Степан Краснов, советский разведчик
- 1969—1971 — На каждом километре / На всеки километър (Болгария, Венгрия) — Алексей Вершинин, советский разведчик
- 1976 — Солдаты свободы (СССР, Болгария, Польша, Чехословакия, Венгрия, ГДР) — Пальмиро Тольятти
- 1983 — Константин Философ
- 1985 — Дело следователя / Забравете този случай — старый следователь

## Награды
- Герой Социалистического Труда (НРБ) (1975)
- Орден «Кирилл и Мефодий» (1963)
- Орден Народной Республики Болгария 1 степени (1975)
- Заслуженный артист Болгарии (1963)
- Народный артист Болгарии (1970)
- Димитровская премия
- Почётный гражданин города Стара-Загора (1969).

## Память
- Имя Любомира Кабакчиева носит театр и улица в Казанлыке.